# Walkin' in the rain with the one I love
Walkin’ in the rain with the one I love is de debuutsingle van Love Unlimited. Het is afkomstig van hun debuutalbum From a Girl’s Point of View We Give to You... Love Unlimited. Love Unlimited was gelieerd aan Barry White, een van de zangeressen Gloedan James was met hem getrouwd.

## Hitnotering
De single haalde de 14e plaats in de Billboard Hot 100. In het Verenigd Koninkrijk haalde het in tien weken notering eveneens een veertiende plaats.

### Nederlandse Top 40
| Positie: | 36 | 21 | 15 | 15 | 26 | uit |

### NederlandseDaverende 30
| Positie: | 25 | 16 | 12 | 17 | uit |

### NPO Radio 2 Top 2000
Walkin' in the Rain with the One I Love stond alleen in 1999 in de NPO Radio 2 Top 2000, op plek 1826.